# Cohors XI Gallorum
Die Cohors XI Gallorum (deutsch 11. Kohorte der Gallier) war eine römische Auxiliareinheit. Sie ist durch eine Inschrift belegt.

## Namensbestandteile
- Gallorum: der Gallier. Die Soldaten der Kohorte wurden bei Aufstellung der Einheit aus den verschiedenen Stämmen der Gallier auf dem Gebiet der römischen Provinz Gallia Lugdunensis rekrutiert.

Da es keine Hinweise auf die Namenszusätze milliaria (1000 Mann) und equitata (teilberitten) gibt, ist davon auszugehen, dass es sich um eine reine Infanterie-Kohorte, eine Cohors (quingenaria) peditata, handelt. Die Sollstärke der Einheit lag bei 480 Mann, bestehend aus 6 Centurien mit jeweils 80 Mann.

## Geschichte
Der einzige Nachweis der Einheit beruht auf der Inschrift (CIL 3, 8439), die in das 1. Jhd. n. Chr. datiert ist. Die Inschrift wurde in Narona in der Provinz Dalmatia gefunden.

## Standorte
Standorte der Kohorte sind nicht bekannt.

## Angehörige der Kohorte
Angehörige der Kohorte sind nicht bekannt, da der Name des Soldaten in der Inschrift nicht lesbar ist.